# Giorgio Costantini (bobbista)
Giorgio Costantini (Cortina d'Ampezzo, 10 novembre 1962 – 27 agosto 2022) è stato un bobbista italiano attivo negli anni ottanta.
Per tre anni fece parte della nazionale italiana di bob e partecipò anche ad un mondiale a Cortina d'Ampezzo, sulla pista di casa.
Partecipò varie volte ai campionati italiani di bob sia nella categoria bob a quattro sia nella categoria bob a 2.
Dagli anni novanta alla scomparsa fece parte della dirigenza del Bob Club Cortina.
Appassionato alpinista, partecipò a numerose spedizioni in Himalaia e nelle Ande.